# Pečicí papír

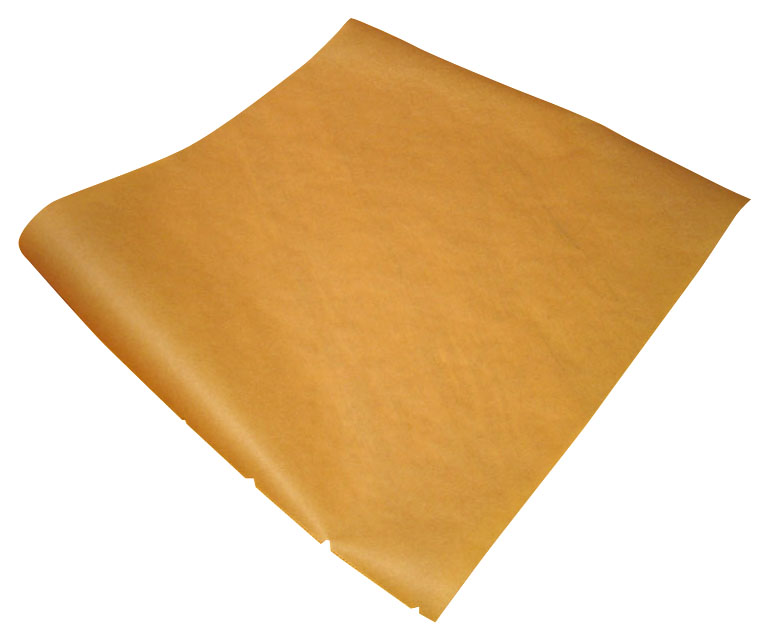
Pečicí papír

Pečicí papír (též pergamenový papír) je papír z celulózy, který slouží k pečení jako jednorázový nepřilnavý povrch. Neměl by se zaměňovat za voskový papír.

## Výroba
Moderní pergamenový papír je vyroben z dřevoviny, která je ponořena do lázně kyseliny sírové (metoda podobná výrobě pauzovacího papíru) nebo též chloridu zinečnatého. Tento proces částečně papír rozpustí. Tato úprava vytvoří sířený zesítěný materiál s vysokou hustotou, stabilitou a tepelnou odolností a s nízkou povrchovou energií – čímž dodává nepřilnavost. Takto upravený papír má podobný vzhled jako tradiční pergamen a vzhledem ke své stabilitě bývá někdy užíván tam, kde se používal tradiční pergamen. K dosažení lepších vlastností se přidává silikon.

## Využití

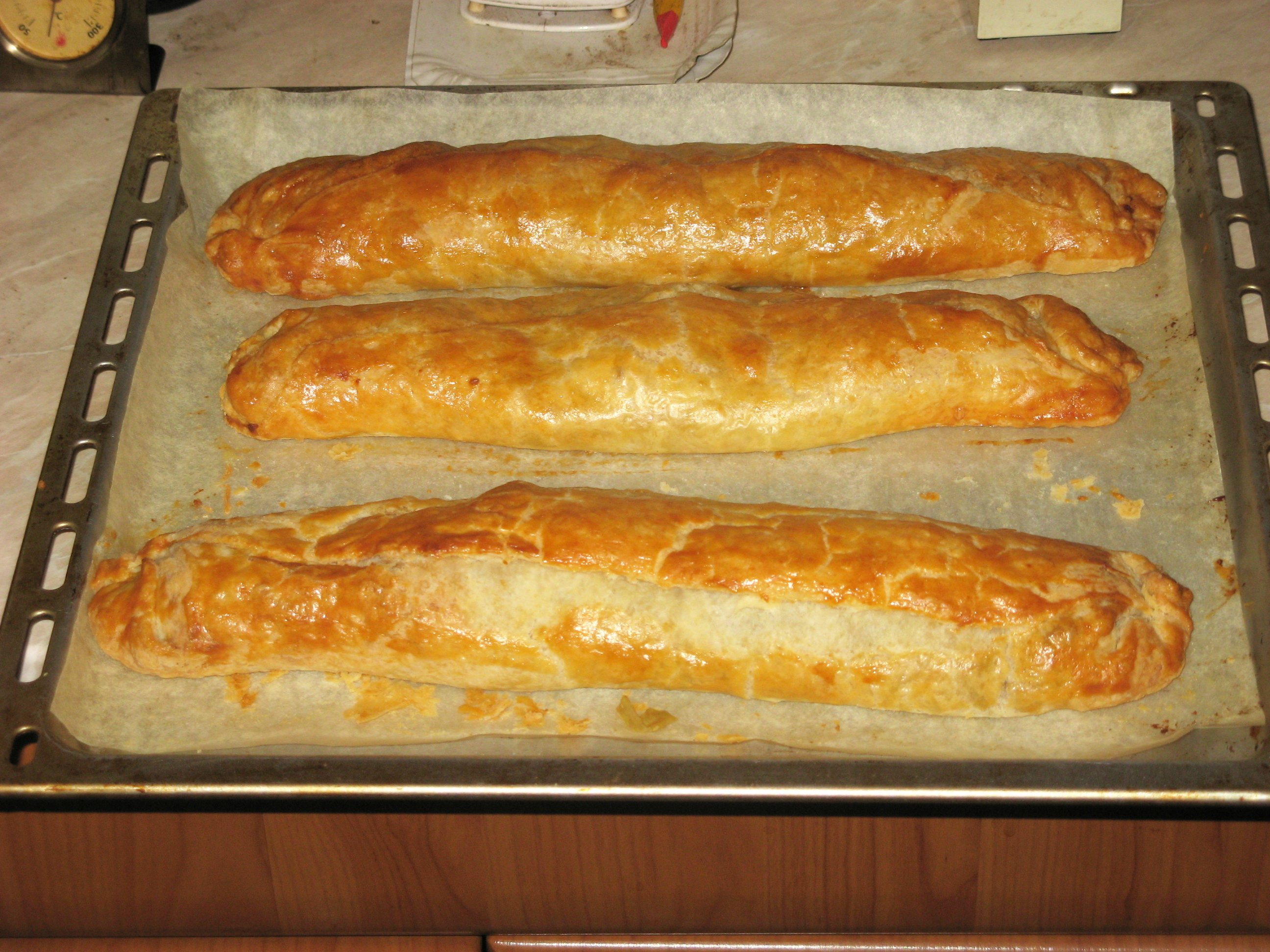
Jablečný závin na pečicím papíře

Běžně se využívá jako náhrada vymazávání plechu na pečení tukem nebo při vaření v páře či vaření v uzavřeném sáčku vyrobeném z pergamenu (tzv. metoda En papillote).
Pečicí papír se rovněž užívá pro svou nepřilnavost jako náhrada za voskový papír. Ale voskovaný papír nejde využít jako pečicí, neboť by v troubě vytvářel kouř a ovlivňoval chuť pokrmu.
Obvykle by měl být použit pouze do teploty 250 °C a nepřijít do přímého kontaktu se zdrojem tepla.